# 뉴욕 헤럴드

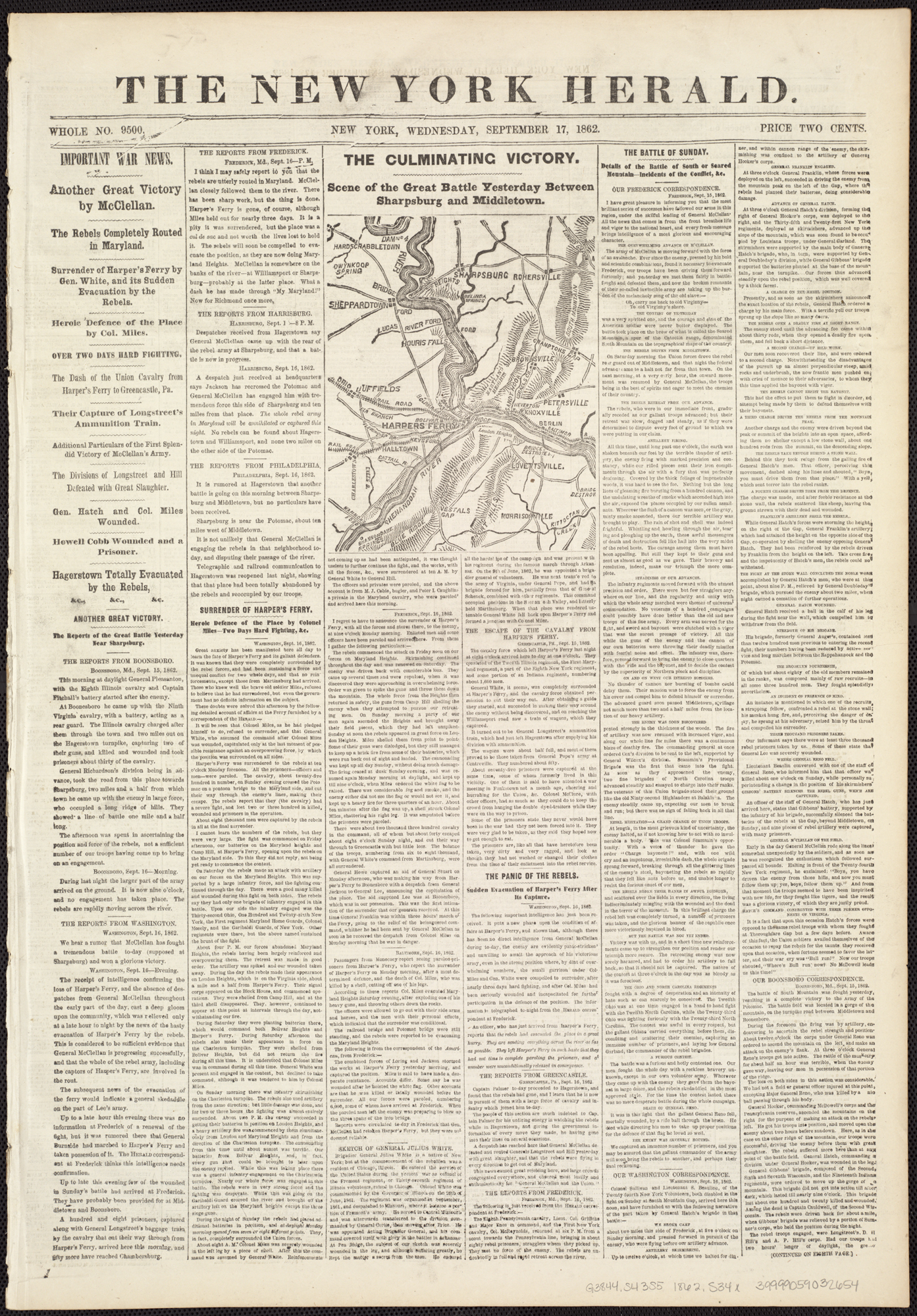

뉴욕 헤럴드(New York Herald)는 뉴욕에 기반을 둔 신문사이다. 1835년 5월 6일부터 1924년까지 존재했다.